# Il linguaggio della resa (singolo)
Il linguaggio della resa è un singolo del cantante pop italiano Tony Maiello, pubblicato il 18 febbraio 2010 dall'etichetta discografica Non ho l'età.
La canzone è inclusa nell'album di debutto del cantante, intitolato anch'esso Il linguaggio della resa, pubblicato contemporaneamente alla partecipazione al Festival di Sanremo. Il brano viene inserito in una compilation: Radio Italia Top 2010.

## La canzone
Il brano è stato presentato al Festival di Sanremo 2010 concorrendo nella categoria "Nuova generazione", riuscendo, nella serata del 19 febbraio, ad aggiudicarsi la vittoria nella sua categoria.
Il testo narra di un ragazzo che dopo una bella storia d'amore, viene lasciato dalla sua fidanzata e non fa altro che pensarla chiuso nella sua stanza mentre ricorda i bei momenti vissuti insieme a lei. Ma alla fine, si rende conto che ormai è inutile vivere di ricordi poiché la sua ex-ragazza ha ormai deciso di rifarsi una nuova vita della quale lui non fa più parte. La cosa migliore che gli resta da fare, quindi, è dimenticarla a sua volta ed andare avanti per la propria strada senza di lei.

## Tracce
1. Il linguaggio della resa – 4:06

## Classifiche
| Classifica (2010) | Posizione massima |
| ----------------- | ----------------- |
| Italia            | 19                |